# Список воевод России в 1612 году
Правление: Междуцарствие

## Воеводы городовые
| Года      | Город             | Ф,И,О воеводы                      | Примечания          |
| --------- | ----------------- | ---------------------------------- | ------------------- |
| 1612      | Арзамас           | Путятин Иван Семёнович             |                     |
| 1610-1614 | Берёзов           | Волынский Иван Степанович          |                     |
| 1612      | Белоозеро         | Чепчюгов Степан Никифорович        |                     |
| 1612-1613 | Белоозеро         | Образцов Григорий Фёдорович        |                     |
| 1606-1614 | Верхотурье        | Годунов Степан Степанович          |                     |
| 1611-1614 | Вологда           | Одоевский Иван Иванович            |                     |
| 1612      | Галич Костромской | Безобразов Тимофей Никифорович     |                     |
| 1611-1612 | Двинская область  | Долгоруков Григорий Борисович      |                     |
| 1612      | Двинская область  | Татев Фёдор Аиндреевич             |                     |
| 1612-1613 | Кадом             | Вельяминов Иван Петрович           |                     |
| 1612      | Каргополь         | № Алексей Иванович                 |                     |
| 1612      | Кострома          | Шереметев Иван Петрович            |                     |
| 1611-1612 | Курмыш            | Елагин Смирной Васильевич          | Симбирская губерния |
| 1612      | Курмыш            | Жедринский Дмитрий                 | Симбирская губерния |
| 1601-1614 | Нарымский острог  | Хлопов Мирон Тимофеевич            |                     |
| 1610-1614 | Новгород Великий  | Одоевский Иван Никитич             | Боярин              |
| 1612      | Пелымский острог  | Исленьев Пётр Данилович            |                     |
| 1610-1612 | Соликамск         | Чемоданов Иван Иванович            |                     |
| 1612      | Соликамск         | Нащокин Пётр Степанович            |                     |
| 1612      | Солигалич         | Мичюрин Фёдор                      | Городовой прикащик  |
| 1609-1614 | Сургут            | Волынский Фёдор Васильевич         |                     |
| 1603-1613 | Тара              | Сонцев-Засекин Иван Андреевич      | Перерыв в 1606 году |
| 1609-1612 | Тобольск          | Катырев-Ростовский Иван Михайлович |                     |
| 1602-1614 | Томск             | Волынский Василий Васильевич       |                     |
| 1608-1615 | Тюмень            | Годунов Матвей Михайлович          | Боярин              |
| 1612      | Яренск            | Янов Фёдор Осипович                |                     |
| 1612      | Ярославль         | Елецкий Фёдор Андреевич            |                     |